# Heteroconus paradoxus
Heteroconus paradoxus är en skalbaggsart som beskrevs av S. Endrödi 1968. Heteroconus paradoxus ingår i släktet Heteroconus och familjen Dynastidae. Inga underarter finns listade i Catalogue of Life.